# Stefan Grocholewski
Stefan Stanisław Grocholewski (ur. 19 stycznia 1950 w Nowym Tomyślu, zm. 25 marca 2010 w Poznaniu) – polski inżynier, dr hab. nauk technicznych, profesor Politechniki Poznańskiej, specjalista w dziedzinie automatycznego rozpoznawania i syntezy mowy.

## Życiorys
Urodził się 19 stycznia 1950 w Nowym Tomyślu w rodzinie Stanisława Grocholewskiego i Józefy zd. Stawińskiej. Jego bratem był kard. Zenon Grocholewski. W 1981 doktoryzował się na Politechnice Poznańskiej na podstawie rozprawy pt. Metoda wykorzystania skrajnie ograniczonego sygnału mowy do rozpoznawania wybranych poleceń dyspozycyjnych, przygotowanej pod kierunkiem prof. Zygmunta Szwaji. Habilitował się w 2001 roku na podstawie pracy Statystyczne podstawy systemu ARM dla języka polskiego. Był profesorem swojej macierzystej uczelni, a także Państwowej Wyższej Szkoły Zawodowej w Gnieźnie i Instytucie Chemii Bioorganicznej PAN w Poznaniu. Całe życie zawodowe związany był z Politechniką Poznańską, pracując w Zakładzie Badań Operacyjnych i Sztucznej Inteligencji w Instytucie Informatyki.
Na początku kariery naukowej zajmował się systemami zdalnego sterowania. W 1975 roku otrzymał Nagrodę Ministra Nauki, Szkolnictwa Wyższego i Techniki za współudział w opracowaniu i wdrożeniu cyfrowego systemu telemechaniki w poznańskiej sieci gazowniczej. Prowadził badania z zakresu komunikacji głosowej człowieka z komputerem. Był biegłym sądowym w dziedzinie fonoskopii. Był m.in. biegłym w śledztwie ws. katastrofy samolotu CASA C-295 w Mirosławscu 23 stycznia 2008 roku. Opracowywał programy komputerowe do rehabilitacji dzieci głuchych. Był współtwórcą fonetografu do pomiarów pola głosowego dla klinik otolaryngologicznych. Opublikował liczne prace naukowe. Wypromował ponad sto prac dyplomowych, magisterskich i inżynierskich. W latach 2001–2005 był prezesem Oddziału Wielkopolskiego Polskiego Towarzystwa Informatycznego. Został odznaczony Srebrnym Krzyżem Zasługi i Medalem Komisji Edukacji Narodowej.
Zmarł na raka 25 marca 2010 roku w Poznaniu. Został pochowany na Cmentarzu parafialnym św. Jana Vianneya przy ul. Lutyckiej.
Był żonaty z Krystyną z d. Rejer, miał córkę.